# Zdzisław Noga
Zdzisław Stanisław Noga  (ur. 18 kwietnia 1961 w Dębicy) – polski historyk, mediewista, profesor nauk humanistycznych.

## Życiorys
Studia historyczne w Wyższej Szkole Pedagogicznej w Krakowie ukończył w 1985. Doktorat obronił w 1993, a habilitację w 2003. Tytuł naukowy profesora uzyskał w 2010.
Specjalizuje się w historii Polski średniowiecznej i wczesnonowożytnej. Kierownik Katedry Archiwistyki i Nauk Pomocniczych Historii w Instytucie Historii i Archiwistyki UP. Był zastępcą dyrektora tego instytutu (2003-2009), a następnie jego dyrektorem (2009-2012) i dziekanem Wydziału Humanistycznego Uniwersytetu Pedagogicznego im. Komisji Edukacji Narodowej w Krakowie (2012-2016).
Pełnił funkcję sekretarza Rady Naukowej Centrum Badań Historycznych w Berlinie (2010-2014). Od 2017 członek Rady Naukowej Polskiej Misji Historycznej przy Uniwersytecie Juliusza Maksymiliana w Würzburgu i Friedrich-Christian-Lesser-Kollegs w Jenie. Od 2019 członek Rady Naukowej Instytutu Historii PAN w Warszawie.
Ponadto członek Commission International pour l’Histoire des Villes, Kommission für die Geschichte der Deutschen in Polen, Polskiego Towarzystwa Historycznego i Społecznego Komitetu Odnowy Zabytków Krakowa, Wiceprezes Towarzystwa Miłośników Historii i Zabytków Krakowa.
Odznaczony Brązowym Krzyżem Zasługi (2007) oraz Krzyżem Kawalerskim Orderu Odrodzenia Polski (2020).

## Ważniejsze publikacje
- Słownik miejscowości księstwa siewierskiego (1997).
- Krakowska rada miejska w XVI wieku : studium o elicie władzy (2003).
- Zbigniew Oleśnicki. Książę Kościoła i Mąż stanu, red. F. Kiryk, Z. Noga (2006).
- Urzędnicy miejscy Krakowa. Cz. 2, 1500-1794 (2008).
- Elita władzy miasta Krakowa i jej związki z miastami Europy w średniowieczu i epoce nowożytnej (do połowy XVII  wieku). Zbiór studiów, red. Z. Noga (2011).
- Atlas historyczny miast polskich, t. V: Małopolska, z. 1: Kraków, red. Z. Noga (2007).
- Atlas historyczny miast polskich, t. V: Małopolska, z. 2: Sandomierz, red. Z. Noga (2014).
- Atlas historyczny miast polskich, t. V: Małopolska, z. 3: Wieliczka, red. Z. Noga (2015).
- Atlas historyczny miast polskich, t. V: Małopolska, z. 4: Bochnia, red. Z. Noga (2016).
- Atlas historyczny miast polskich, t. V: Małopolska, z. 5: Nowy Sącz , red. Z. Noga (2023).
- Atlas historyczny miast polskich, T. V: Małopolska, z. 6: Tarnów, red. Z. Noga (2024).
- Atlas historyczny miast polskich, t. V: Małopolska, z. 7: Biecz, red. Z. Noga (2021).
- Atlas historyczny miast polskich, t. V: Małopolska, z. 8: Stary Sącz, red. Z. Noga (2018).
- Atlas historyczny miast polskich, T. V: Małopolska, z. 9: Zamość, red. Z. Noga (2024).
- Krakau-Nürnberg – Prag. Die Eliten der Städte im Mittelalter und in der frühen Neuzeit. Herkunft, Nationalität, Mobilität, Mentalität, hg. M. Diefenbacher, O. Fejtova, Z. Noga, Monumenta Pragensia Monographia (2016).
- Krakau-Nürnberg-Prag. Stadt und Reformation 1500-1618, hrsg v. M. Diefenbacher, O. Fejtova, Z. Noga, Monumenta Pragensia Monographia (2019).
- Krakau-Nürnberg – Prag. Stadt und Handwerk in der vorindustriellen Zeit  hg. O. Fejtova, A. Landois, Z. Noga, Monumenta Pragensia Monographia (2022).
- Galicja na józefińskiej mapie topograficznej 1779-1783, t. 1-7, red. W. Bukowski, B. Dybaś i  Z. Noga  (2012-2017).
- Prezydent Juliusz Leo i Kraków jego czasów, red. Z. Noga  (2018).
- Political Functions of Urban Spaces and Town Types through the Ages/Politische Funktionen städtischer Räume und Städtetypen im zeitlichen Wandel, ed. R. Czaja, Z. Noga, F. Opll, M. Scheutz (2019).
- Krakowscy ojcowie polskiej niepodległości, red. A. Chwalba i Z. Noga, przy współpracy K. Kloca (2019).
- Wielka Wojna nad Dunajcem: Zabawa i okolice, red. Z. Noga, (2023).
- Księgi miejskie z obszaru Królestwa Polskiego (do roku 1600). Katalog, red. Z. Noga, B. Drzewiecki (2024).
- Pisarze i księgi miejskie w Królestwie Polskim doby jagiellońskiej. Studia i materiały, red. Z. Noga, B. Drzewiecki, (2024).
- W służbie nauki i polityki. Bronowice-Kraków-Berlin-Warszawa. Księga jubileuszowa dedykowana  Janowi Rydlowi w 65. rocznicę urodzin, red. W. Bukowski, Z. Noga, R. Rogulski (2024).
- Rok 1923 w Krakowie, red Z. Noga, (2024).
- Laskowa,
- dzieje wsi i gminy do 1989 roku, red. Z. Noga, (2024).